# 2-я Сестрорецкая улица
Втора́я Сестроре́цкая у́лица или 2-я Сестроре́цкая у́лица — улица на севере Москвы, в Новоподрезково Молжаниновского района Северного административного округа параллельно Первой и Третьей Сестрорецким улицам, выходит на Первомайскую улицу микрорайона Подрезково, городского округа Химки.
Почтовая транскрипция названия улицы, английское/латинское написание (транслит) — 2-ya Sestroreckaya ulica.

## Происхождение названия
Названа по городу Сестрорецк Курортного района Санкт-Петербурга, который известен своими грязелечебницами и целебной минеральной водой, в связи с расположением улицы на северо-западе Москвы. До 1986 года называлась Первомайская улица, в бывшем посёлке городского типа Новоподрезково, часть которого (8 улиц) в 1985 году вошла в состав Москвы.

## Описание
2-я Сестрорецкая улица начинается от юго-восточного края бывшего посёлка городского типа Новоподрезково, гранича с Новодмитровским микрорайоном, проходит на северо-запад параллельно 1-й (справа) и 3-й Сестрорецкой (слева) улицам, и выходит на Первомайскую улицу микрорайона Подрезково, Подмосковья.
На Второй Сестрорецкой расположены дома и строения (нумерация со стороны микрорайона Новодмитровка): № 1; № 2; № 3; № 4/6 стр. № 1; № 4/6 стр. № 2; № 7; № 8; № 9; № 10; № 11; № 12; № 13; № 14; № 15; № 16; № 17; № 18.

## Транспортное обслуживание

### Автобусное
По 2-й Сестрорецской общественный городской транспорт не проходит, но в непосредственной близости от улицы проходит Вторая Подрезковская улица где находится остановка автобусов (павильоны) по маршрутам: № 283 («Речной вокзал» («Ховрино»)) , № 865к («Планерная»).

### Железнодорожное
Ближайшая станция «Новоподрезково» на главном ходу Ленинградского направления Октябрьской железной дороги, между станциями Молжаниново и Подрезково.